# Yarala
Yarala Muirhead, 1995 è un genere a cui appartenevano mammiferi fossili vissuti tra l'Oligocene e il Miocene dall'aspetto simile a quello degli attuali bandicoot. La superfamiglia degli Yaraloidei e la famiglia degli Yaralidi sono state create dopo la scoperta della specie tipo Yarala burchfieldi nel 1995, sulla base della mancanza delle sinapomorfie che uniscono tra loro tutti gli altri taxa dei Peramelemorfi.
Una seconda specie, più antica di Y. burchfieldi, è stata descritta nel 2006.